# 君士坦丁五世
君士坦丁五世（羅馬化：Kōnstantīnos，718年7月—775年9月14日）是741－775年间在位的拜占庭皇帝。他是伊苏里亚王朝开创者利奥三世之子。在位期间，他表现出了军事能力，在外来入侵威胁之下巩固了帝国，还趁穆斯林世界内战之机，在两国边界地区发起有限的反击；稳定东部边界后，他又多次在巴尔干半岛与保加尔人作战。他的军事成功以及将阿拉伯边界地区的基督徒迁到色雷斯的政策，稳固了帝国对巴尔干半岛的控制。
宗教争议与冲突也是他在位期间的重要议题。他全力支持圣像破坏运动，且反对修道制度，使得后世的拜占庭史家与作家对他大施诽谤，贬称他为科普罗尼莫斯（希腊语：Κοπρώνυμος），意为“粪名的”。
在他的统治之下，拜占庭帝国经历了一段内部兴旺的时期，他也在军事、行政方面做了重要的创新与改革。

## 早年

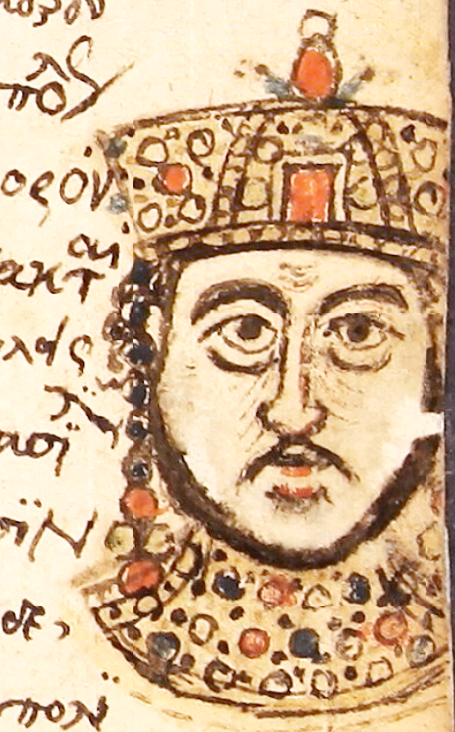
摩德纳希腊语122号手抄本中的君士坦丁五世形象

君士坦丁五世生于君士坦丁堡，是皇帝利奥三世与皇后玛利亚的长子与继承人。720年8月，年仅两岁的君士坦丁被父亲加冕为共治皇帝。拜占庭政治传统中，可以有多位皇帝同时在位，尽管各皇帝在礼仪上平等，但只有一个皇帝掌握大权；且皇帝在理论上由选举产生（实践中也曾发生过）而不是严格地按家族继承，所以在位的皇帝经常将自己的儿子或其他指定继承人加冕为共治皇帝以确保继承顺利。为庆祝儿子的加冕，利奥三世推出了新的银币——米利阿莱西翁，价值为诺米斯马金币的十二分之一，这种新币很快在拜占庭经济中占据了重要地位。726年，利奥三世组织编撰的法典《法律选编》（Εκλογή τω̑ν νόμων）也以利奥与君士坦丁两位皇帝的名义颁布。732年，父亲安排他与拜占庭帝国的重要盟友，可萨汗比哈尔之女齐扎克（Τζιτζάκ）结婚，新娘受洗并改名为伊琳娜（Εἰρήνη，意为和平）。父亲去世后，他于741年6月18日继承父亲的权位，成为唯一的皇帝。
君士坦丁患有慢性疾病，可能是癫痫或麻风病，在位初年，反叛者曾以此质疑他是否适合当皇帝。

## 统治

### 阿尔塔巴斯多斯叛乱
742年6月，君士坦丁五世于继位的第二年穿越小亚细亚，准备攻击希沙姆治下的倭马亚哈里发国，但这时他的妹夫阿尔塔巴斯多斯（亚美尼亚语名字为Արտավազդ，阿尔塔瓦兹德）发动了叛乱。阿尔塔巴斯托斯因战功得以迎娶利奥三世之女安娜，担任奥普希金军区的将军（军事总督），并可有效控制亚美尼亚军区。君士坦丁五世集合军队穿越小亚细亚时，他对皇帝发起攻击，皇帝的近臣贝塞尔（Beser）在战斗中被杀，但皇帝本人得以逃脱，随后到安纳托利亚军区首府阿莫里乌姆避难。他得到了城内军队的欢迎，因为君士坦丁的父亲利奥三世在夺位之前曾是安纳托利亚军区的将军。阿尔塔巴斯托斯此后进军君士坦丁堡，得到君士坦丁五世的摄政狄奥菲内斯·莫努特斯（Theophanes Monutes）及普世牧首阿纳斯塔修斯的支持而加冕称帝。此时，安纳托利亚军区与色雷斯西亚军区支持君士坦丁五世，而除自己的奥普西金、亚美尼亚两军区外，阿尔塔巴斯多斯还得到色雷斯军区的支持。
之后一段时间，两个敌对的皇帝各自整兵备战。743年5月，阿尔塔巴斯多斯率军与君士坦丁五世在萨第斯交战，结果战败。3个月后，君士坦丁又在莫德里纳（今名穆杜尔努Mudurnu）击败阿尔塔巴斯多斯之子尼克塔斯率领的亚美尼亚军区部队，随即进军君士坦丁堡。11月初，在围城与战斗之后，君士坦丁五世得以重返首都。他快速地处置敌人，许多人被致盲或处死，牧首阿纳斯塔修斯被绑在驴背上“周游”君士坦丁堡竞技场，一路上备受民众的嘲笑，但他仍得以继续担任牧首。阿尔塔巴斯多斯逃出城市，但在安纳托利亚的普扎内斯堡垒（Pouzanes，可能在尼科米底亚以南）被捕，他与他的儿子都被公开致盲，关入君士坦丁堡郊区的科拉修道院。

### 圣像破坏运动

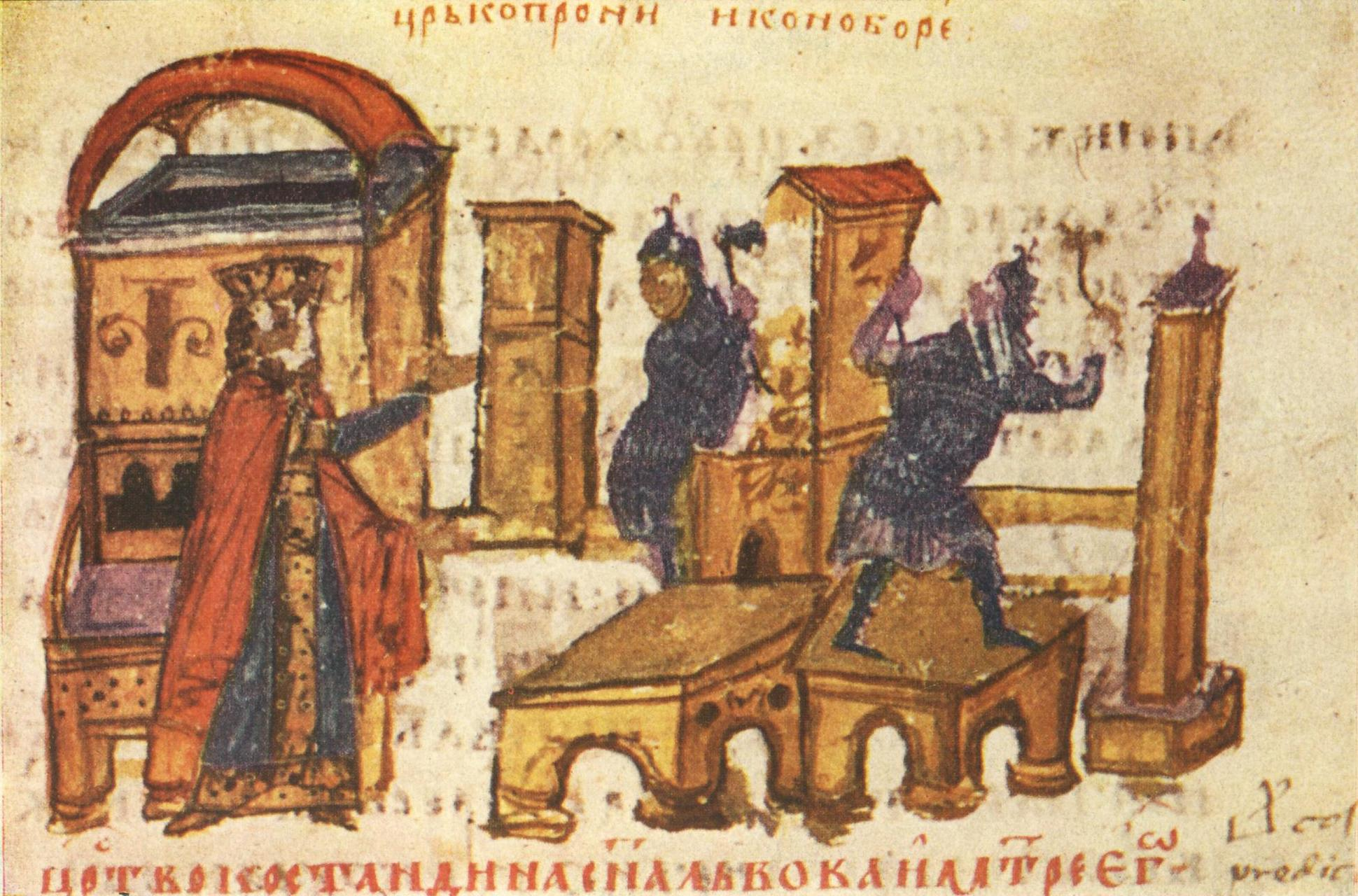
《君士坦丁·马纳塞斯编年史》14世纪抄本插图：士兵奉君士坦丁五世（左）之命毁坏或掩盖圣像

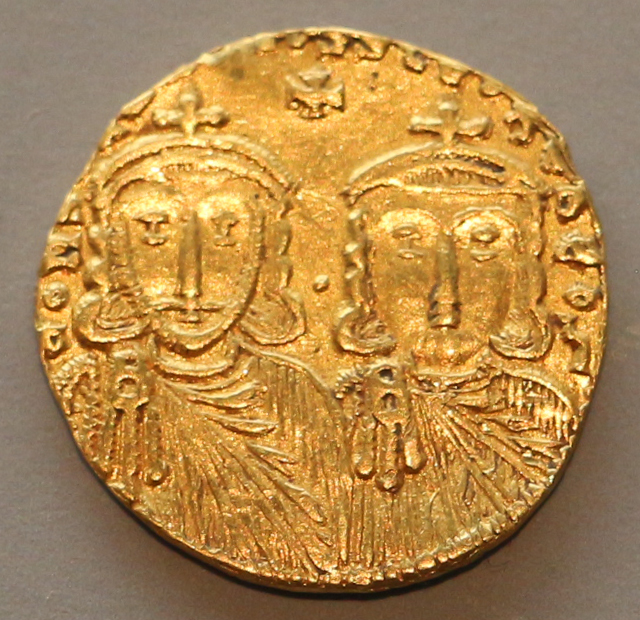
金索利都斯，左为君士坦丁五世，右为其子，共治皇帝利奥四世

君士坦丁五世继承了父亲的圣像破坏政策，拒绝崇拜宗教图像并毁坏已有的圣像，但他也面临着与圣像崇拜者之间长期且激烈的冲突。圣像崇拜派的作家们贬称君士坦丁五世为科普罗尼莫斯（希腊语：Κοπρώνυμος，意为“粪名的”），称他在婴儿期受洗时在皇室的紫色襁褓中或圣堂中拉粪，玷污了自己的洗礼。
君士坦丁质疑任何表现上帝或基督的企图。当代教父大馬士革的聖約翰在提到描绘上帝时用了“不能被限制（uncircumscribable）”这种表达，君士坦丁则根据“不能被限制”与“不可能被描绘”之间的语义联系，认为不可能描绘不能被限制的上帝。而且正统的基督教神学认为耶稣与上帝同质，所以耶稣也不能被图像描绘。皇帝亲自参与了这场神学争论，有证据表明他撰写了十三篇论文，其中两篇仍存片段。他还向全帝国会议提交了自己的观点，并派代表为其辩护。754年2月，他又召开只有圣像破坏派参加的伊里亚宗教会议（后世的圣像崇拜者称之为“窃盗会议”），该会议同意君士坦丁的圣像破坏政策，声称圣像是“受诅咒的”，并要求当选的新牧首应该是圣像破坏派；不过这次会议也没有全盘接受君士坦丁五世的观点：在更极端的圣像破坏派影响下，皇帝甚至批评对圣母玛利亚和圣徒的崇拜；会议确认了玛利亚的天主之母（Θεοτόκος）地位，承认使用“圣人”或“神圣的”这些术语的合法性，并谴责了为压制圣像崇拜而亵渎、焚烧、抢劫教堂的行为。
这次宗教会议后，全帝国上下开展了移走教堂墙壁上的圣像、自宫廷与官僚机构中驱逐圣像崇拜者的运动。修道院一直是圣像崇拜的坚实基地，而且在世俗事务上基本对帝国毫无贡献，成为君士坦丁五世的攻击对象，其财产被没收以供行政或军事费用。针对修道院的行动主要由他的将领米海尔·拉哈诺德拉孔执行，后者以致盲和流放威胁试图反抗的僧侣，并强迫修士与修女在竞技场公开结婚，以嘲弄他们的独身誓言。圣像崇拜者，僧侣小斯蒂芬在当局的指使下被暴民打死。迫害使得许多僧侣逃往南意大利或西西里岛，但许多圣像崇拜者仍不愿放弃抵抗，甚至君士坦丁五世的近臣也受到影响，一桩针对皇帝本人的阴谋被破获，反而使他的信念更加坚定；765年，18位高官被指控叛国，在大竞技场游行示众后，被处死、致盲或流放。普世牧首君士坦丁二世因牵连其中被免职，次年遭酷刑折磨，后被斩首。
到君士坦丁五世在位末期，反圣像崇拜已发展到视崇拜圣物或向圣徒祈祷为异端，至少也视之为可疑行为的程度。但现代学者也对历史记载中所谓官方进行长期的直接毁坏或掩盖圣像的运动，或是政府主导的摧毁圣物运动表示怀疑。例如，没有证据能证明君士坦丁五世正式禁止了圣人崇拜；前圣像破坏时代的图像大多保存下来，许多史料可以证明，它们只是被掩盖住了。总的来说，原有的包含圣像的宗教图像文化似乎基本自圣像破坏时代幸存下来，后来的圣像崇拜者作家夸大了圣像、圣物被破坏的范围与程度。
圣像崇拜者们视君士坦丁五世的死为上帝的惩罚。9世纪时，圣像崇拜派最终取得胜利后，他的尸体被从圣使徒教堂的皇家墓地拉出来焚烧，骨灰被丢进海里。

### 国内政策与管理

8世纪后期（君士坦丁五世改革后）的小亚细亚军区与阿拉伯-拜占庭边界区地图

为了获取民众的支持，君士坦丁五世有意地利用竞技场流行的战车比赛影响君士坦丁堡市民。为了达到目的，他利用竞技场内的“派系”，即由相互竞争的赛车手各自的支持者组成的几个民众派别，它们有着巨大的影响力，可以动员大量市民。在他治下，竞技场成了羞辱战俘与政敌的场所，民众们乐此不疲。市民与军队是君士坦丁五世的主要支持者，被他用来对付修道院与首都官僚中的圣像崇拜者。破坏圣像不是皇室的一意孤行，同样得到大众的支持，君士坦丁推进破坏运动，部分可能就是为了讨民众与士兵的欢心。修道院享有免税、僧侣有免兵役的特权，作为皇帝，他反对僧侣可能更多出于世俗、财政与人力因素而非神学。
君士坦丁五世继续了利奥三世的行政与财政改革。拜占庭帝国的军区制下，军区的将军（军事总督）享有相当大的权力，可以充分利用其广大领地的资源，为起兵叛乱提供了条件。其中奥普西金军区是小亚细亚军区中距首都最近的一个，也是阿尔塔巴斯多斯叛乱的基地。君士坦丁五世分割了这个军区，新设立布塞拉里亚军区与奥普提马顿军区（后者存疑），这样做增加了将军的数量，减少他们可用的资源，使叛乱更难以发动。
君士坦丁还创立了一支完全职业化的小型中央军队，称之为“塔格马”（τάγμα）。他把附属于皇宫的，原本主要是礼仪性质的帝国卫队投入实战训练，并加以扩充，完成了这一任务。与比各军区组建的亦耕亦战的农兵相比，他们训练有素、薪酬更高、装备更好，被用于充当野战部队的核心力量。此次改革之前，残存的“皇家卫队”（Σχολαί）与其他禁卫部队中大概没有多少堪用的士兵，因此君士坦丁一定吸纳了部分来自军区的部队。这支新部队主要驻扎在首都及其附近地带，可由皇帝亲自掌控，也避免了地方部队忠于其统帅而参加叛乱的问题。

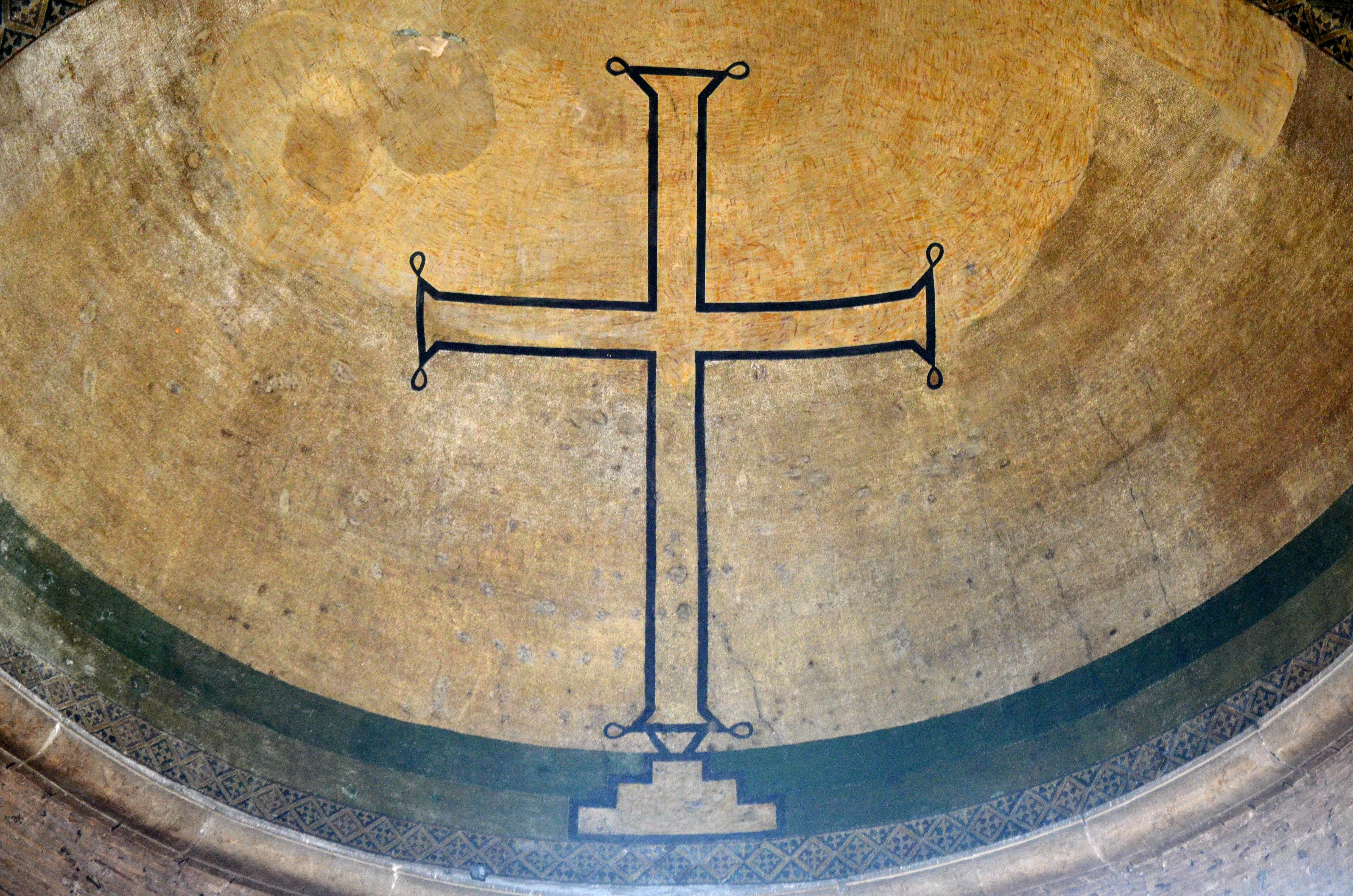
伊斯坦布尔神圣和平教堂后殿的马赛克十字架，是为数不多留存至今的圣像破坏时期艺术之一，属君士坦丁五世时代作品。这个十字架取代了通常绘于后殿半穹顶的圣像（一般为“天主之母”或“全能者基督”形象）

君士坦丁在财政方面也很有能力，他的敌人指责他无情而贪婪地征税、压迫乡村人民，也能从反面说明这个问题。实际上，这一时期的帝国相对繁荣：他为继承者留下了充实的国库，更多的土地得到开垦，食物价格更加便宜，718-800年间，色雷斯的谷物（小麦）产量翻了一番，宫殿仍然富丽堂皇，宏伟的建筑穿插其中，他还有意识地提倡世俗艺术以取代被他打击的宗教艺术。
君士坦丁堡大皇宫中的许多建筑都是自君士坦丁五世在位时开始修建的，包括灯塔圣母堂以及所谓“紫色寝宫”（πορφύρα），即内衬象征皇帝的紫色斑岩的房间，在位皇帝的皇后会在这一房间内生下孩子。君士坦丁的儿子利奥成为第一个在这里出生的皇子，因此获得了“生于紫室者”（Πορφυρογέννητος）的称号。实际上“生于紫室者”的概念在这一宫殿修建前就已出现，但自此之后，这个概念获得了一种字面上的意义。使用斑岩的传统源自罗马，因此这种做法也让拜占庭皇帝权威与其古老源头建立了联系。君士坦丁五世还重建了在740年君士坦丁堡地震中严重受损的神圣和平教堂，成为现存圣像破坏风格教堂装饰的罕见实例。
君士坦丁在位时生育了众多子女，并赐予他们不同等级的皇室头衔，长子利奥被加冕为共治皇帝，更年幼的两个儿子得到“凯撒”头衔，两个最年幼的儿子则得到“最高贵者”（νωβελίσσιμος）称号。

### 与阿拉伯人的战斗
746年时，麦尔万二世（744-750年在位）统治下的倭马亚哈里发国陷入内战与混乱，君士坦丁五世借机进攻叙利亚，占领了日耳曼尼凯亚（Γερμανίκεια，今卡赫拉曼马拉什），即他父亲的出生地，还收复了塞浦路斯岛。他把征服地的部分本地基督教徒迁移到色雷斯，巩固了帝国在那里的防御。747年帝国的舰队在塞浦路斯海外又摧毁了一支阿拉伯海军，但同年，君士坦丁堡爆发了严重的瘟疫，导致拜占庭军暂时停止扩张。为了躲避瘟疫，君士坦丁去到比提尼亚，瘟疫结束后，又将希腊大陆与爱琴诸岛的人口迁往君士坦丁堡以代替那些因瘟疫死去的人。
751年，君士坦丁再次进攻阿拉伯人，此时对方的君主已是阿拔斯哈里发国的萨法赫（750-754年在位）。皇帝率军攻下了狄奥多西波利斯（Θεοδοσιούπολις，今埃尔祖鲁姆）与梅利特内（Μελιτηνή，今马拉蒂亚），并将两城拆毁，将部分居民迁往巴尔干半岛。皇帝领导的东部战争并未获得太多领土收益，因为他并没有认真考虑长期占领他所攻下的城市，只有卡马库斯（今凯马赫）留下驻军，是个主要的例外。但君士坦丁的攻势也是帝国1个多世纪以来的长期防御后，首次对阿拉伯人发起的大规模进攻。君士坦丁作战的主要目标似乎是迁徙阿拉伯人领地内的基督徒来充实色雷斯，这种政策也可在阿拉伯人的边界地区制造无人区，使阿拉伯军的集中与补给变得更加困难，有利于保障安纳托利亚的安全。他的军事声望如此之高，以至于在757年，一支阿拉伯军队听到他在拜占庭军中的传闻后便选择撤退，同年，他与阿拉伯人签订了和平条约，并与其交换俘虏，以将拜占庭军队投入巴尔干半岛的战事。

### 意大利活动
君士坦丁五世忙于在其他边界作战，保持在帝国西部的影响力被摆到了次要的位置，755年伦巴底王国国王埃斯托夫攻占拉文纳，结束了拜占庭帝国在意大利中部持续两个多世纪的统治。君士坦丁五世对意大利事务缺乏兴趣，产生了深远结果：教皇斯德望二世面对伦巴底人的侵略，选择亲自向法兰克王矮子丕平求助。丕平吓倒了埃斯托夫，派一支部队送教皇返回罗马。法兰克王国自此开始介入意大利事务，最终查理曼被教皇加冕为罗马皇帝，教皇得以在意大利建立世俗统治。
君士坦丁五世曾多次遣使伦巴底王国、法兰克王国及教皇，要求他们归还拉文纳，自然没有结果，但他从未尝试以军事手段收复意大利领地。

### 与保加尔人的长期战斗

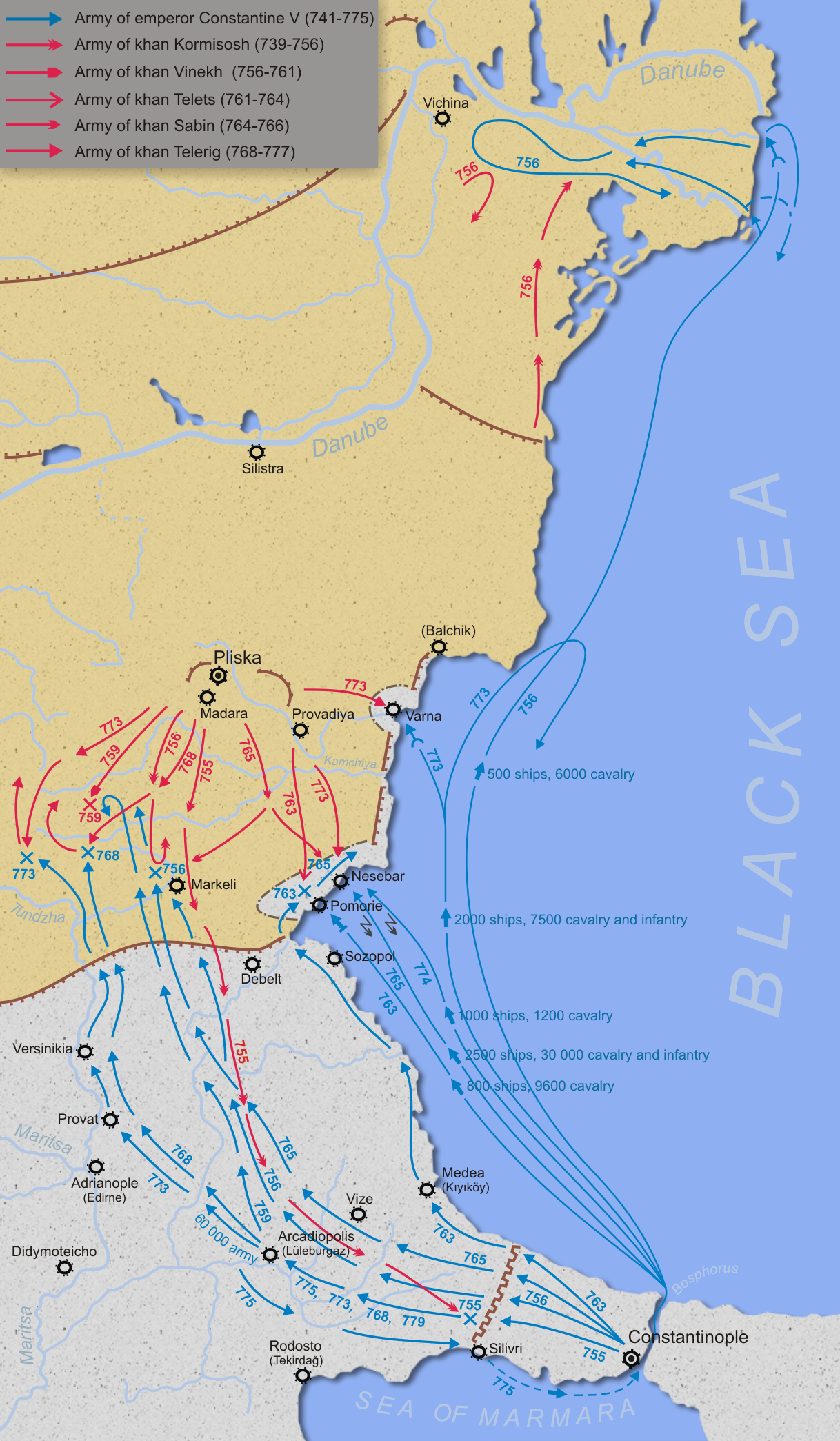
君士坦丁五世的保加利亚战争

东部的胜利使得君士坦丁五世可以在巴尔干半岛采取进攻战略。他将东方的基督徒移民到色雷斯，借以增进这一地区的繁荣、巩固边界防御。定居者的涌入与重新加固边界的行动引起了拜占庭帝国的北方邻居——保加尔人的担忧，双方于755年爆发冲突。保加尔汗科尔米索什劫掠拜占庭土地，兵锋直抵阿纳斯塔修斯长城（君士坦丁堡最外围的防御工事），但在战斗中被君士坦丁五世击败。第二年，君士坦丁在与保加尔人的战斗中九次取胜，并在马尔凯莱击败了科尔米索什的继承人维内赫。759年，君士坦丁在里什基山口战役中战败，但保加尔人并没有乘胜继续进攻。
762年，君士坦丁出兵进攻色雷斯、马其顿地区的斯拉夫部落，强行将一部分部落迁到安纳托利亚的奥普西金军区，不过也有一部分部落因逃避保加尔人边界地区不稳定的局势而自愿地向帝国提出迁移。同时代的一份拜占庭史料称有20.8万斯拉夫人离开保加尔人控制的地区，并被安置到安纳托利亚。
763年，君士坦丁又率800艘战舰与9600骑兵、若干步兵前往安基阿卢斯（Αγχίαλος，今波莫里埃），在那里击败了保加尔汗特列茨。许多保加尔贵族被俘，后被带到君士坦丁堡金门之外，交给赛车党派处死，特列茨在战后不久被刺杀。765年拜占庭军攻打保加尔再次取胜，两个争夺保加尔汗位的贵族——君士坦丁支持的托克图与他的敌人帕甘都在不久后被杀。帕甘想要投奔拜占庭皇帝，因此逃离了瓦尔纳，但在路上被自己的奴隶杀害。君士坦丁五世的这些胜利使得保加尔人内部动乱，总共有六位大汗因败给拜占庭军而被赶下台。
775年，保加尔汗特莱里格联系君士坦丁五世请求庇护，称自己恐怕很快就必须逃到拜占庭帝国，并询问皇帝自己可以在保加利亚信任谁，君士坦丁听信了这种说辞，透露了自己在保加尔的代理人的身份，结果该人很快被处决。君士坦丁计划出兵报复，但行军路上，他的腿上长了痈，775年9月14日，他在返回君士坦丁堡的路上死去。尽管君士坦丁没能摧毁保加尔国家或是达成和平协议，但他的确重振了拜占庭帝国在巴尔干半岛的威望。

## 评价、影响

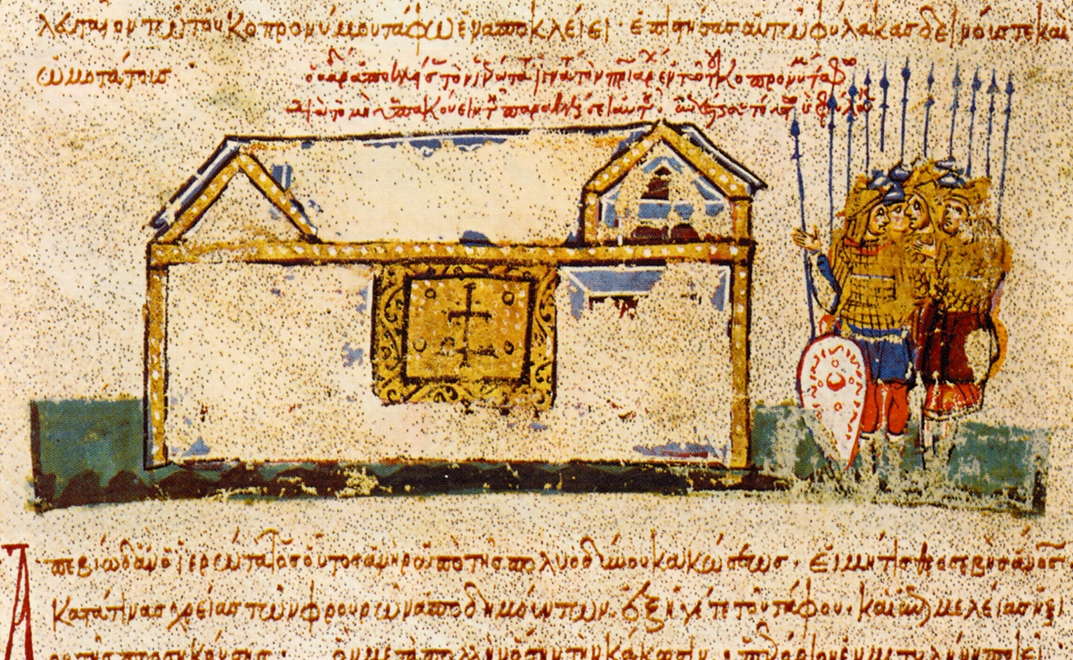
《马德里的斯基里泽斯历史抄本》插图，士兵在君士坦丁五世墓前

君士坦丁五世无疑是位出色的统治者，继续了父亲利奥三世开始的财政、行政管理、军事改革。他也是位成功的将领，不仅保卫了帝国的边界，还主动在帝国之外进行征战。在他统治的末期，帝国拥有雄厚的财力，一支有能力且自傲于胜利的军队以及一个似乎屈服于政治机构的教会。
君士坦丁五世专注于确保帝国核心领土的安全，为此也默认了某些边缘地区的丧失，比如意大利；不过公允地说，罗马教会与意大利人都反对圣像破坏运动，已几乎摧毁了帝国在意大利的影响力，使得采取军事行动变得不太可能。另外，由于他坚定的反圣像崇拜态度，同时代支持圣像的作家乃至此后几代拜占庭史家都在作品中对他加以诅咒。宣信者狄奥菲内斯的作品（著于9世纪初）就是一个典型的例子：他在作品中称君士坦丁为“嗜血怪物”“凶猛的野兽”“以唤醒恶魔为乐，不洁而染血的巫师”“敌基督的先驱”。但对他的人民与军队来说，他又是“常胜的、先知般的皇帝”。811年的普利斯卡战役中，拜占庭军被保加尔汗克鲁姆打得惨败，“塔格马”（τάγμα）军团的成员便闯到君士坦丁的墓前，恳求死去的皇帝再次带领他们作战。如果去除圣像崇拜者的妖魔化与士兵们对他的奉承，可以说君士坦丁五世是个有效率的管理者、有天赋的将领，但他也独断专行、不懂得妥协，有时也过于残暴。
现存所有涵盖君士坦丁五世统治时期的拜占庭历史著作，不论是同时代的还是后世的，都是由圣像崇拜者创作的。因此，人们容易怀疑这些著作中充满了偏见与不准确，尤其是当记载将某事的动机归咎于皇帝或他的支持者、反对者时。这使得我们无法对他的政策或反对圣像崇拜的程度做绝对性的断言。古书中有一个特别的例子：一份在安纳托利亚东北部抄写的记载圣狄奥多尔奇迹的手抄本可能写于君士坦丁五世在位期间或稍后，因此保留了其原始形式，其中几乎没有后来圣像崇拜作家们给予君士坦丁的极端谩骂。相反，作者指出圣像崇拜者必须适应帝国的圣像破坏政策，甚至给予君士坦丁传统的信仰赞语：“受上帝保护的”（θεοφύλακτος）、“爱基督的皇帝”（φιλόχριστος βασιλεὺς）。

## 家庭

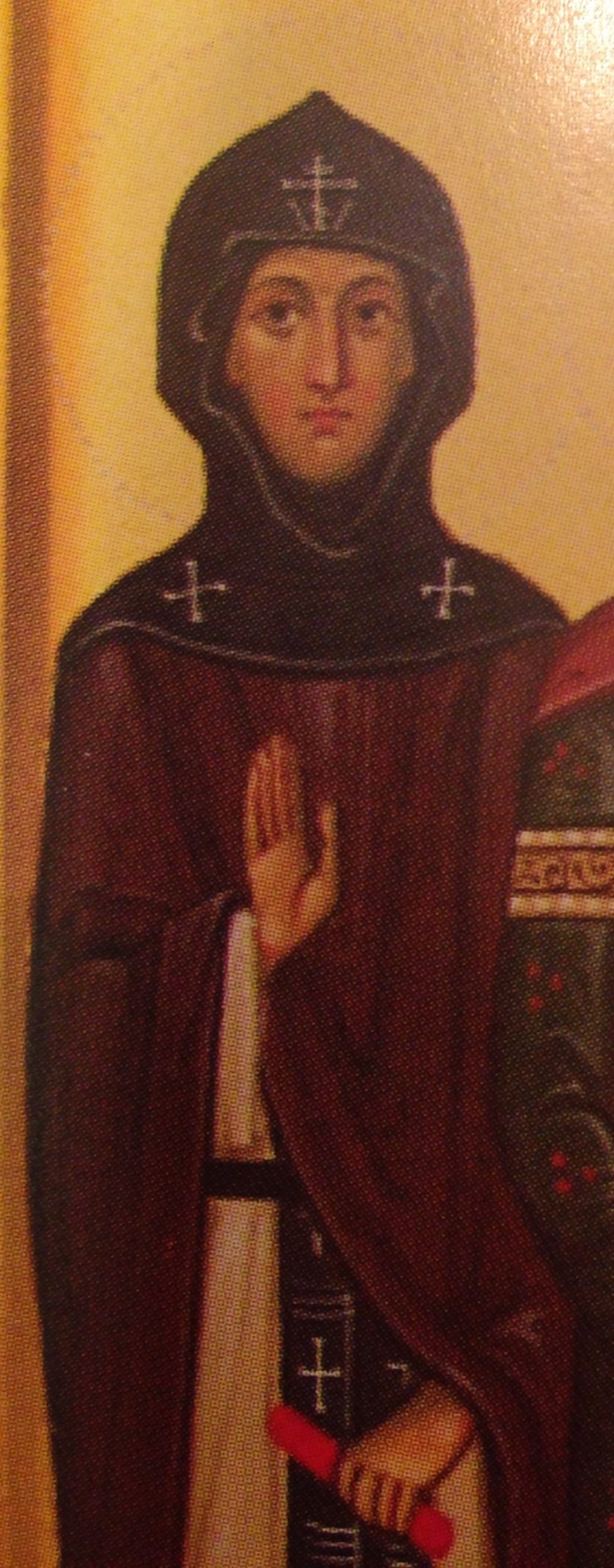
君士坦丁五世之女圣安图萨的圣像

君士坦丁五世与第一任妻子“可萨利亚的伊琳娜”,生有一子：
- 利奥，后来继位为帝，称利奥四世

与第二任妻子玛丽亚无子女；
与第三任妻子优多基娅生有五子一女：
- 克里斯托佛罗斯（Χριστόφορος），有“凯撒”头衔
- 尼基弗鲁斯（英语：Nikephoros (Caesar)），有“凯撒”头衔
- 尼基塔斯（Νικήτας），有“最高贵者（英语：Nobelissimos）”头衔
- 优多基莫斯（Ευδόκιμος），有“最高贵者”头衔
- 安提莫斯（Άνθιμος），有“最高贵者”头衔
- 安图萨（英语：Anthusa of Constantinople），圣像支持者，父亲死后成为修女，后被尊为圣小安图萨[65]。

## 引用
1. ↑  Nicol 1993，第72頁
2. ↑  Ostrogorsky 1980，第165頁
3. ↑  Finlay 1906，第43頁
4. ↑  Brubaker & Haldon 2011，第76頁
5. ↑  Treadgold 1997，第349頁
6. 1 2  Brubaker & Haldon 2011，第157頁
7. ↑  Brubaker & Haldon 2011，第157-158頁
8. ↑  Treadgold 1997，第156-157頁
9. 1 2 3 4  Bury 1923，第10頁
10. ↑  Ostrogorsky 1980，第165-166頁
11. ↑  Brubaker & Haldon 2011，第159頁
12. ↑  Ostrogorsky 1980，第166頁
13. ↑  Garland 1999，第9頁
14. ↑  Bury 1923，第9頁
15. ↑  Barnard 1977，第13頁
16. ↑  Ostrogorsky 1980，第171頁
17. ↑  Brubaker & Haldon 2011，第182頁
18. ↑  Ostrogorsky 1980，第171-173頁
19. ↑  Pelikan 1977，第111-112頁
20. ↑  Loos 1974，第32頁
21. ↑  Brubaker & Haldon 2011，第156頁
22. ↑  Ostrogorsky 1980，第173-175頁
23. ↑  Bury 1923，第14頁
24. ↑  Brubaker & Haldon 2011，第208-211頁
25. ↑  Zuckerman 1988，第203-204頁
26. ↑  Ostrogorsky 1980，第175頁
27. ↑  Angold 2012，Ch. 5, 'Constantine V', paragraph 7
28. ↑  Magdalino 2015，第177-178頁
29. ↑  Rochow 1994，第60-62頁
30. ↑  Bury 1923，第3頁
31. ↑  Treadgold 1997，第358頁
32. ↑  Treadgold 1995，第71-72頁
33. ↑  Haldon 1999，第78頁
34. ↑  Magdalino 2015，第177頁
35. ↑  Treadgold 1997，第358-359頁
36. 1 2 3 4  Bury 1923，第11頁
37. ↑  Jenkins 1966，第72頁
38. ↑  Herrin 2007，第185頁
39. ↑  Magdalino 2002，第424頁
40. ↑  Freely & Cakmak 2004，第136-143頁
41. ↑  Jeffreys, Haldon & Cormack 2008，第505頁
42. ↑  Treadgold 1997，第359-360頁
43. ↑  Ostrogorsky 1980，第167頁
44. ↑  Treadgold 1997，第360,362頁
45. ↑  Bonner 2004，第107頁
46. ↑  Ostrogorsky 1980，第169-170頁
47. ↑  Jenkins 1966，第71頁
48. ↑  Treadgold 1997，第360頁
49. ↑  Jenkins 1966，第71-72頁
50. ↑  Ostrogorsky 1980，第168頁
51. ↑  Fine 1991，第76-77頁
52. ↑  Treadgold 1997，第363頁
53. ↑  Curta 2006，第85-88頁
54. ↑  Fine 1991，第77頁
55. ↑  Ostrogorsky 1980，第169頁
56. ↑  Curta 2006，第88頁
57. ↑  Brubaker & Haldon 2011，第248頁
58. ↑  Garland 1999，第95頁
59. ↑  Bury 1923，第9-10頁
60. ↑  Ostrogorsky 1980，第167,175頁
61. ↑  Fine 1991，第78頁
62. ↑  Treadgold 2012，第33-40頁
63. ↑  Zuckerman 1988，第193-194頁
64. ↑  Dagron 2003，第32頁
65. ↑  Constas 1998，第21-24頁